# تيقرت نتيقجدة
تيقرت نتيقجدة (ثيقرت ن ثكجدة) هي قرية موجودة في بلدية قنزات، الكائنة بدائرة قنزات، بولاية سطيف الجزائرية.